# リリー・ハート
リリー・ハート（Lily Hart、1997年3月11日 - ）は、スイス出身のAV女優。

## 略歴
2020年9月、アイデアポケット専属女優の「エマ・ローレンス（EMMA LAWRENCE）」としてデビューし、4作品に出演。所属事務所はプライムエージェンシー。
2020年12月17日の公式ツイッターで、ティ－パワーズに所属し「リリー・ハート」として活動することを報告。
2021年11月よりマドンナの専属女優となる。

## 人物
スイス出身。
趣味は歌、スキー、スケート。
5歳から日本で過ごし、10代はモデル事務所に所属したが芽が出ず、アダルトの誘いを受けたことがデビューのきっかけ。
スポーツニッポンの記事では「ブロンド美女だが内面はやまとなでしこ」と記述されている。
日々のルーティーンは“自分に語りかけること。労わること”。他の女優作品も鑑賞しており、「メロディー・雛・マークスさんの作品はすごく勉強になった」と答えている。

## 出演作品

### アダルトDVD

#### エマ・ローレンス 名義
- 白肌美妖精 AV DEBUT －The Fairy－ NAME IS EMMA LAWRENCE エマ・ローレンス オーラルSEXの女王降臨（9月13日、アイデアポケット）
- 「イ・カ・セ・テ・クダサイ♡」 SEX CLIMAX 快感絶頂 3本番Special!! オーラルSexの女王第2弾（10月13日、アイデアポケット）
- －BAD TEACHER－ ブロンド美女教師の生徒喰いFUCK カ・ゲ・キな誘惑!!（11月13日、アイデアポケット）
- 出張先相部屋NTR 絶倫の上司に一晩中何度もイカされ続けたブロンド女子社員 一晩で8発もの精子をそそがれる絶倫寝取り性交映像!（12月13日、アイデアポケット）

#### リリー・ハート 名義
- 秘湯輪姦 辺境の混浴温泉で堕とされゆく北欧生まれのブロンド美人妻（4月7日、マドンナ）
- 突如はじまる恋の瞬間。美しきレズビアン関係 ロシアンビューティ×ジャパニーズビューティ リリー・ハート 東希美（4月7日、ビビアン）
- 「映像関係」というパート募集に応募して採用された会社はAVメーカー。ADとして働き始めたのにいつのまにか人妻女優としてAVデビュー（4月13日、溜池ゴロー）
- 今、セフレで一番エロい推し妻、紹介します。（6月24日、コスモス映像）※「ソフィ」名義
- 超高級中出し専門ソープ（7月1日、MOODYZ）
- ノーブラノーパンで挑発してくるスケベ奥さんが隣に引っ越してきた!（7月1日、グローリークエスト）
- 超エロい隠語を言いまくるフェラチオとリリーハートの生々しい中出しSEX!（7月19日、ROOKIE）
- 北欧シロウト美女をホテルにナンパお持ち帰りしたら…度肝を抜くスタイルとダイナミックFUCKでヤリまくった。 「Do you want me?(私とシタイ?)」（7月25日、ナンパJAPAN）
- ヤレる人妻回春マッサージ 29 〜中出し交渉盗撮〜（8月1日、変態紳士倶楽部）
- ホームステイ先の息子に逃げることも出来ず犯されたスレンダー巨乳北欧美人妻（8月27日、人妻花園劇場）
- 人妻秘書、汗と接吻に満ちた社長室中出し性交 男の憧れ『金髪』×『秘書』ついに登場!!（9月14、マドンナ）
- 北欧ブロンド美女Madonna専属決定スペシャル!! 澄んだ青い瞳…透き通る白肌…揺れなびく金髪… 超濃密3本番（11月23日、マドンナ）
- ブロンド美女Madonna専属第2弾!! 夫と子作りSEXをした後はいつも義父に中出しされ続けています…。 リリー・ハート（12月28日、マドンナ）

- 夫の上司に犯され続けて7日目、私は理性を失った…。（1月25日、マドンナ）
- 専属・リリーハートが白磁の肌を快感で赤く染め上げる!! 密着中出しセックス ～職場の上司と辛さを分かち合う不貞交尾～（2月22日、マドンナ）
- 息子の友達の制御不能な絶倫交尾でイカされ続けて… リリー・ハート（3月22日、マドンナ）
- 団地に馴染めない異国妻と、言葉すらいらない濃密セックスー。 リリー・ハート（4月26日、マドンナ）
- 妻の妊娠中、オナニーすらも禁じられた僕は上京してきた義母・リリーさんに何度も種付けSEXをしてしまった…。 リリー・ハート（6月14日、マドンナ）
- 学生時代のセクハラ教師とデリヘルで偶然の再会―。その日から言いなり性処理ペットにさせられて…。リリー・ハート（7月12日、マドンナ）
- 前戯を知らない外国人嫁を日本式ベロ舐めで早漏体質に仕込み、何度も乳首イキさせてやった。 リリー・ハート（8月2日、MOODYZ）

### VR
2021年
- スレンダー巨乳北欧美人が日本語でお・も・て・な・し 中出し無制限!天井特化ソープVR（4月19日、E-BODY）
- Real PORNHUB（4月19日、ROOKIE）
- 「このOMOTENASHIが凄い2021」ノミネート!! サービス過剰な外国人女将のヤリ過ぎおもてなしVR（4月25日、マドンナ）
- 裏風俗で金髪美肌の北欧美人が浴衣姿で媚薬服用おもてなし 即尺ごっくんからの生中出し・顔射 金玉袋が枯れるまで極上キメパコSEX（5月25日、こあらVR）
- 海外風俗 飾り窓inヨーロッパ（7月19日、SODクリエイト）
- 街を歩いていたら目を引く絶世の北欧美女と 日が変わるまでずっ〜と甘えキス・本気ベロちゅうで キス100回以上のラブラブ究極同棲VR（8月23日、SODクリエイト）

2022年
- 挨拶代わりのキス、ノーブラで乳首ポッチ、ブロンド人妻と夢の同居生活。 ホームステイVR（3月1日、マドンナ）

### 配信限定
2021年
- リリー（5月13日、新世代女子）
- マジ軟派、初撮。 1641 表参道を颯爽と歩く正真正銘の金髪白人美女!耳に優しく触れると呆けた表情に…押しに弱いのか、流されるまま真っ白な裸体を披露!日本人の真心こめた丁寧かつ激しいSEXに身を震わせる!!（5月27日、ナンパTV）
- 【国際問題不可避?8頭身ロシアンビューティに襲いかかるJ-ポルノの理不尽】金髪碧眼の東欧美女を仕事中でも朝から晩までつけ回し、やりたい放題しちゃいます!（6月2日、プレステージプレミアム）
- リリー（7月13日、Buzzシロウト）

## 出演

### テレビ
- 魚拓と成瀬のツキとスッポンぽん #342,#343（2021年3月21日,28日、パチ・スロ サイトセブンTV）[6][7]